# Mare Island Naval Shipyard
Mare Island Naval Shipyard (MINS) – amerykańska stocznia Marynarki Wojennej Stanów Zjednoczonych w Vallejo, w stanie Kalifornia. Mare Island Naval Shipyard powstała w 1854 roku jako Naval Magazine, NSY Mare Island. Okręty budowano w niej do roku 1996.
Pierwszym okrętem powstałym w tej stoczni była zwodowana w 1859 roku kanonierka „Saginaw”, ostatnim zaś zwodowany w roku 1970 atomowy okręt podwodny „Drum” (SSN-677). W międzyczasie, w stoczni wybudowano 510 innych okrętów, w tym jedyny pancernik powstały na zachodnim wybrzeżu USA – „California” (BB-44).
Setki też okrętów poddano w MINS remontom i naprawom.

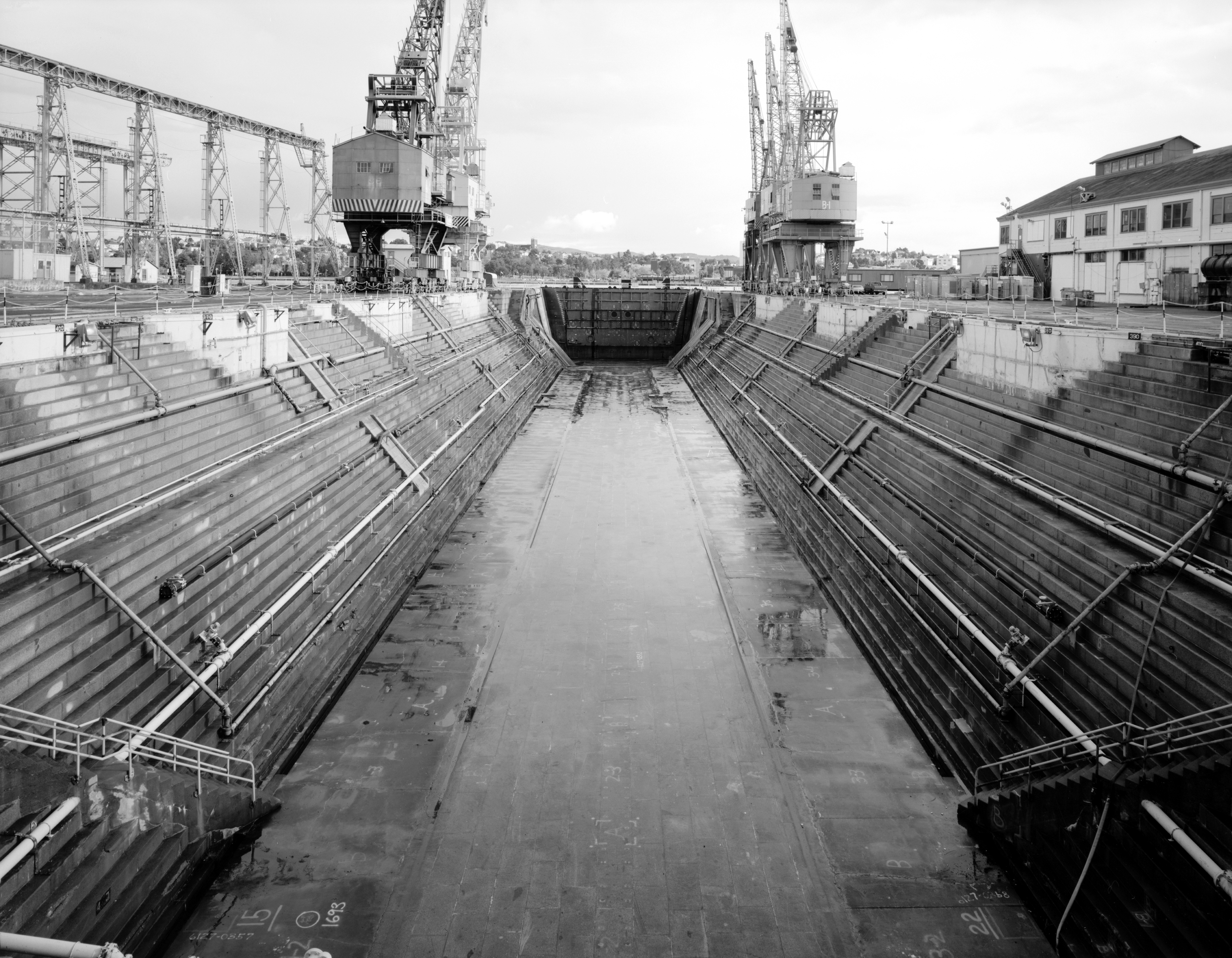
Suchy dok numer 1, ukończony w 1891